# Land Rover Freelander
Le Freelander est un véhicule utilitaire sport tout-terrain compact produit par le constructeur automobile britannique Land Rover de 1997 à 2015. 
En 2024, Jaguar Land Rover et le constructeur chinois Chery s'associent pour ressusciter le nom "Freelander" en tant que gamme de voitures électriques dessinées par Land Rover et conçues par Chery, en premier lieu pour le marché chinois,.

## Première génération (1997-2006)
Il est lancé en 1997 pour le cinquantième anniversaire de la marque. Il a marqué l'entrée de la marque Land Rover dans le segment des SUV de loisirs, aux côtés des Toyota RAV4, Suzuki Grand Vitara ou Nissan X-Trail. 
Il est doté d'une carrosserie monocoque (premier Land Rover à abandonner le châssis type échelle), d'une suspension indépendante et d'une gamme de motorisations empruntées aux véhicules Rover. 

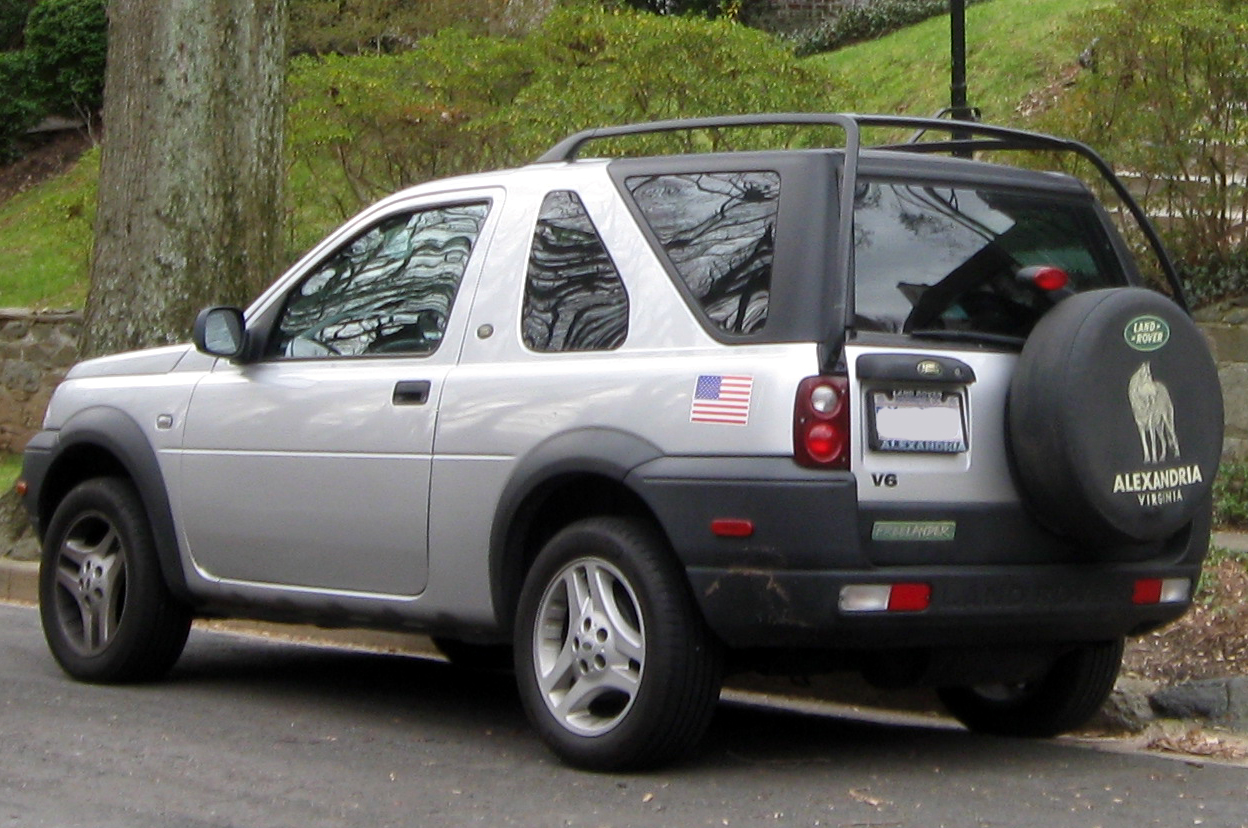
Land Rover Freelander I phase 1 3 portes

Il est disponible en 3 versions : 3 portes, 3 portes découvrable et 5 portes. Bien qu'il ne possède pas de gammes de rapports de vitesse courts, ou d'autres équipements pour la conduite tout-terrain, le Freelander est reconnu comme étant le SUV compact le plus fiable et polyvalent[réf. nécessaire], possédant de réelles aptitudes en tout-chemin. À noter que le Freelander fut utilisé par Land Rover pour le G4 Challenge à plusieurs reprises.
Le Freelander fut conçu pendant la période où Land Rover appartenait au constructeur allemand BMW, mais sa carrière s'est principalement déroulée sous la direction du groupe américain Ford.

Il est restylé en 2004.

Land Rover Freelander I phase 2
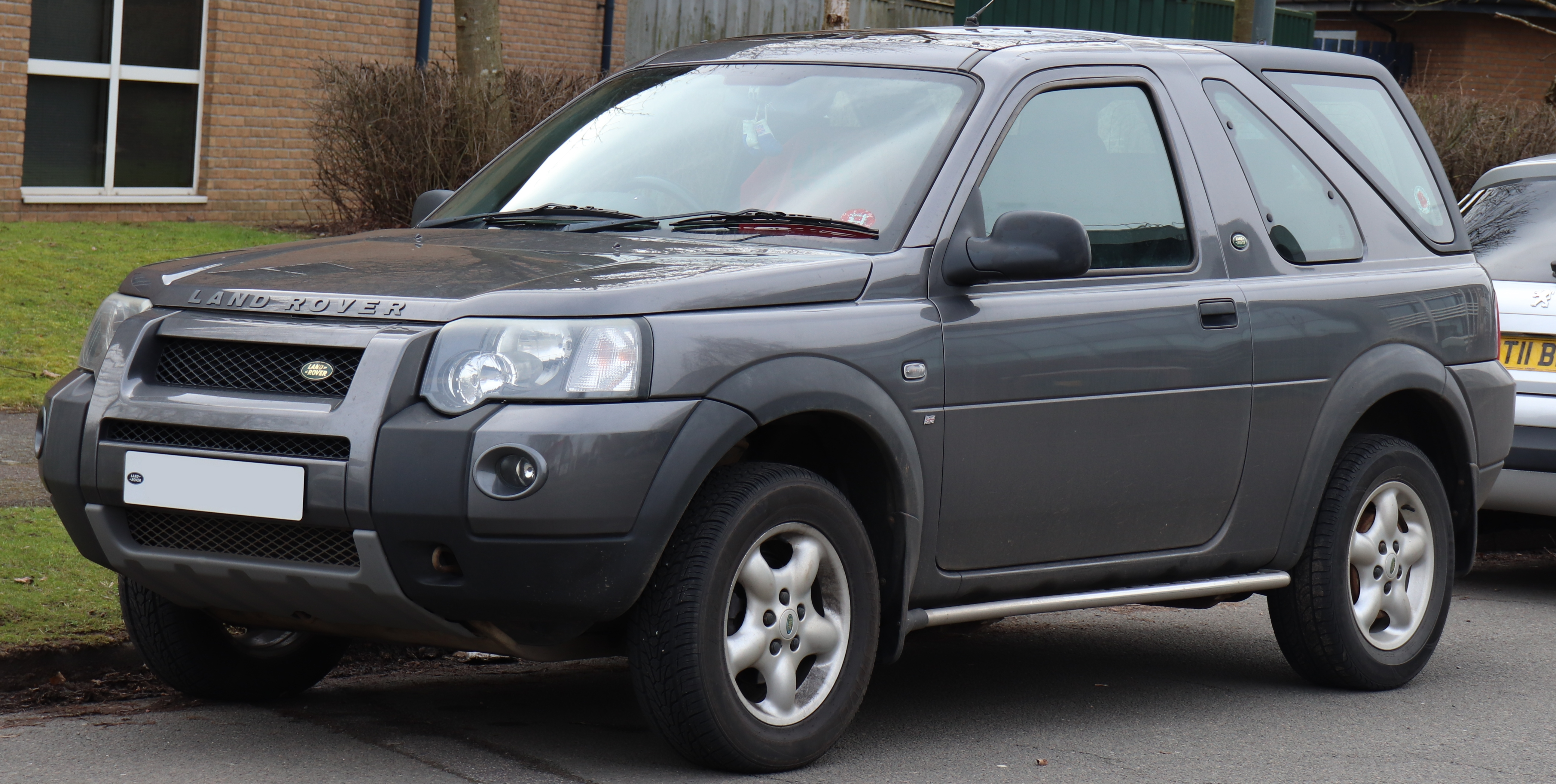
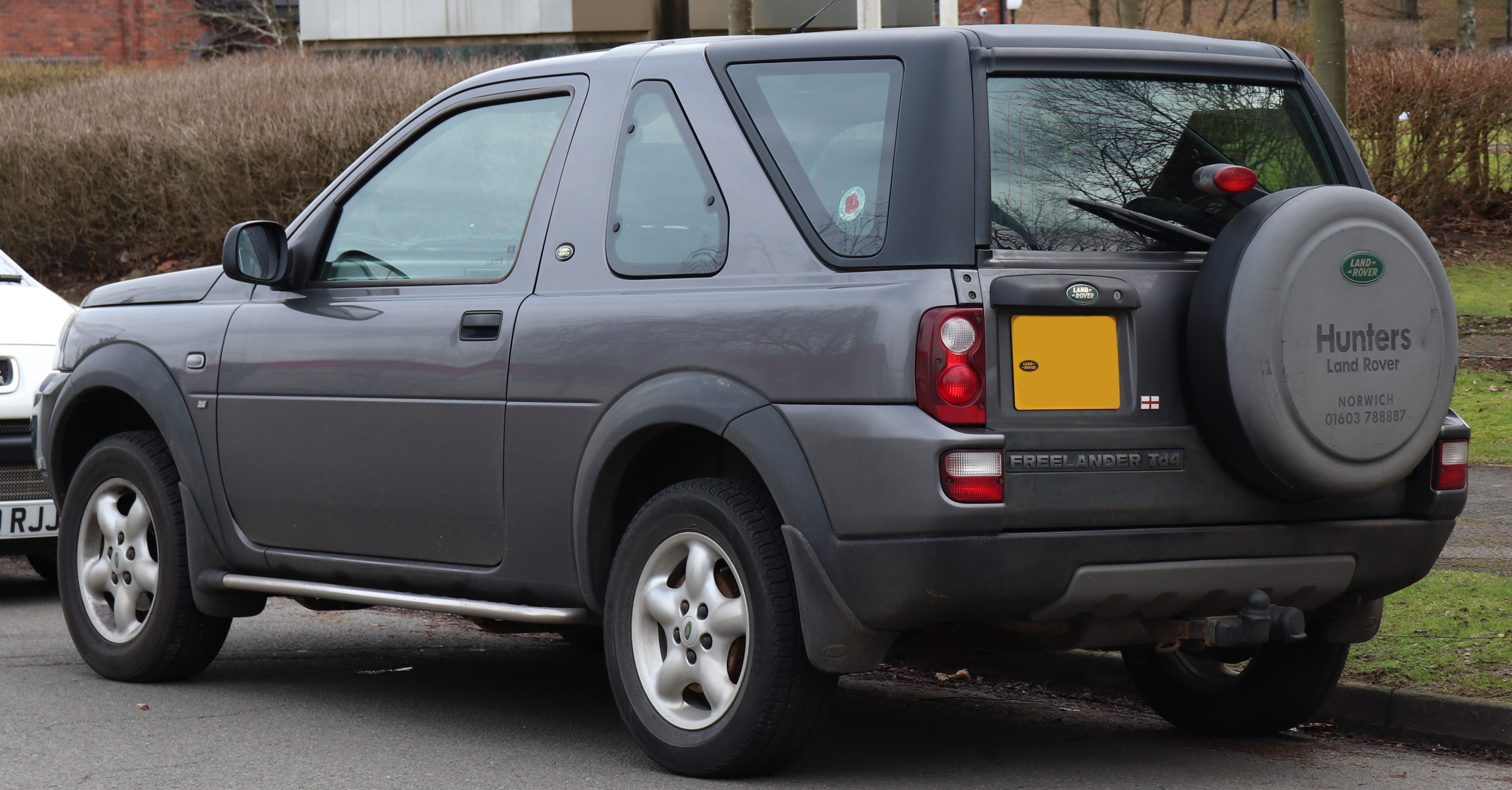
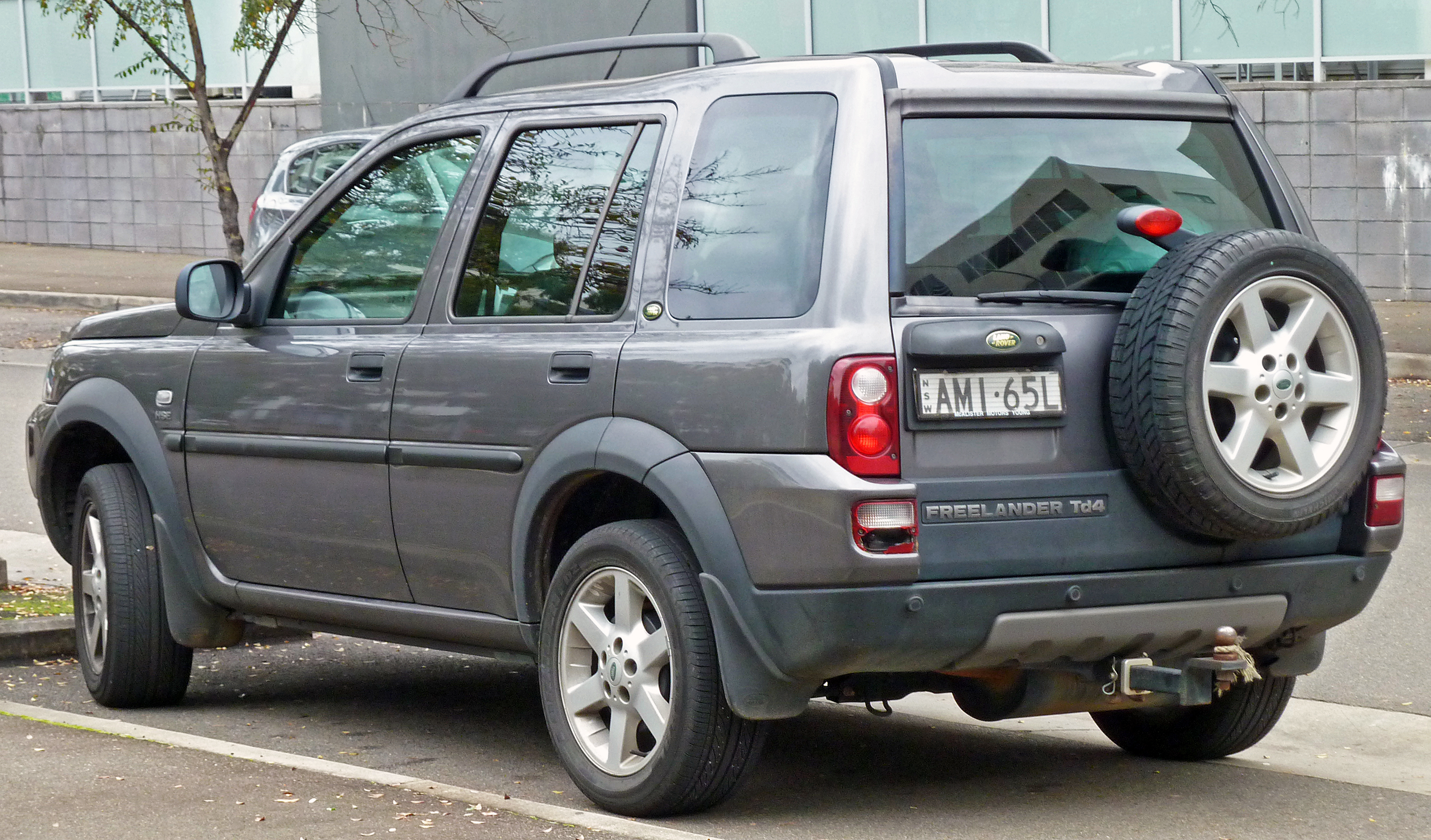

Bien que son successeur, le Land Rover Freelander 2 ait été présenté au public au début de l'année 2007, il n'existe plus depuis de modèle présentant une telle polyvalence[évasif].